# 小山勇
小山 勇（こやま いさむ、1935年1月29日 - 2020年6月10日）は日本の新聞記者、経営者。元中日新聞社副社長。東京府東京市出身。
養父は元中日新聞社主の小山龍三。

## 来歴
旧名は平賀勇。現在の東京都港区生まれで、早稲田大学政治経済学部在学中は後に内閣総理大臣となる森喜朗と交友があった。卒業後、ヤナセを経て1969年（昭和44年）に義父の小山武夫が取締役を務める中日新聞社に入社、経済部記者に配属される。
中日新聞は前身の新愛知と名古屋新聞の2紙が戦時統制で合併して創刊された経緯により新愛知新聞社を経営していた大島家と名古屋新聞社を経営していた小山家から歴代の社主を輩出しているが、武夫の養兄で社主の小山龍三・千鶴子（元衆議院議長・小山松寿の長女）夫妻から養嗣子に迎えられ、1981年（昭和56年）6月に本社監査役へ就任した。その後、取締役を経て1995年（平成7年）に副社長、1997年（平成9年）に代表取締役副社長へ就任。
2000年（平成12年）、森が内閣総理大臣に就任。これに前後して森を代表者とする3つの政治団体に政治資金規正法の上限額を回避するため各100万円ずつ、合計300万円を個人名義で献金していたことが発覚し新聞労連傘下の東京新聞労働組合から追及を受ける。さらに講談社『週刊現代』で三男が森の秘書に就いていることをスクープされ、他の全国紙や週刊誌でも相次いでこの問題が報じられたため2001年（平成13年）6月に副社長を辞任した。
2011年（平成23年）より常任顧問に就任。この他に名古屋スポーツセンター、中部日本放送取締役、中部善意銀行副理事長、愛知体操協会会長等を歴任している。
2012年、妻が死去。
2020年（令和2年）6月10日、骨髄異形成症候群のため愛知県豊明市の病院で死去。享年86（満85歳没）。死去の時点では、長男の仁が広告局次長として中日新聞社に在職している。
2021年に仁が広告局長に昇進。